# Carlo Francesco Cesarini
Carlo Francesco Cesarini (* um 1666 in San Martino al Cimino, Viterbo; † nach dem 2. September 1741 möglicherweise in Rom) war ein italienischer Komponist und Violinist.

## Leben und Wirken
Über seine Ausbildung wurden bislang keine Aufzeichnungen gefunden. Er trat im Juli 1690 die Stelle des direttore dell'Accademia musicale bei dem Kardinal und Kunstmäzen Benedetto Pamphili an, dessen Palazzo Pamphilj zu den Zentren des römischen Musiklebens zählte. Auf diesem Posten folgte er Arcangelo Corelli, der an den Hof des Papstneffen Pietro Ottoboni gewechselt war. Im Herbst 1690 begleitete Cesarini den inzwischen zum Papstlegaten ernannten Pamphilj nach Bologna, wo dieser bis 1693 blieb. Cesarini war höchstwahrscheinlich bis zum Tode Pamphiljs 1730 in dessen Diensten. Ab 1700 wirkte Cesarini auch als Kapellmeister an verschiedenen römischen Kirchen, darunter San Giovanni Battista dei Fiorentini und am Oratorio del Crocifisso di San Marcello. 1704 vertrat er als Vizekapellmeister Giovanni Battista Giansetti (1646 bis um 1704) an der Kirche Il Gesù und übernahm dessen Kapellmeisterstelle nach dessen Tod. Er selber trat kurz vor seinem Tod diese Stelle an Gaetano Carpani (1692–1785) ab.
Cesarini vertonte zahlreiche Texte Pamphiljs, der sich poetisch betätigte, zu Oratorien, Serenaten, Kantatenopern und Opern, die gemeinsam mit anderen Komponisten als Pasticcio entstanden. Außerdem komponierte er Messen und weitere geistliche Musik. Zu seinen Instrumentalwerken zählen zwei Cembalo-Konzerte (Two Concertos or Lessons for the Harpsichord), die 1775 posthum in London erschienen, und sechs Triosonaten.